# Rogacz (617 m)
Rogacz (niem. Reh-Berg) – szczyt (617 m n.p.m.) w północnej części Grzbietu Wschodniego w Górach Kaczawskich. Leży między Marcińcem a Dłużkiem, w grzbiecie ciągnącym się na zachód od Bukowinki poprzez Marciniec, Rogacz, Dłużek, Chmielarz, Polankę, Trzciniec, Zadorę i Lipną nad Wojcieszowem.
Zbudowany jest ze staropaleozoicznych skał metamorficznych pochodzenia wulkanicznego – zieleńców i łupków zieleńcowych oraz pochodzenia osadowego – fyllitów, łupków albitowo-serycytowych i kwarcowo-serycytowych z grafitem (kambr-ordowik), należących do metamorfiku kaczawskiego.
Masyw jest porośnięty lasem świerkowym.